# Giovanni Carini
Giovanni Carini (Casalvecchio Siculo, 6 febbraio 1920 – Messina, 14 marzo 1993) è stato un matematico italiano.

## Biografia
Nel 1943 si laureò in fisica. Dopo la guerra riuscì a trovare lavoro come assistente di Meccanica razionale, carica che assunse fino al 1958. In quell'anno, infatti riuscì a ottenere la Libera Docenza in Fisica Matematica. Grazie a quella licenza divenne assistente ordinario di Fisica Matematica. Nel 1967 cominciò a insegnare a Messina  Istituzioni di Fisica Matematica. A Messina insegnò anche Meccanica superiore, Fisica matematica e Analisi superiore. Riuscì anche a diventare Direttore dell'Istituto di Matematica e poi del Dipartimento.
In un primo momento si occupò all'elettrodinamica fenomenologica di Minkowski e alla magnetodinamica di Alfvén e poi alla magneto-fluidodinamica. Nel 1965 si interessò alle teorie einsteiniane, soprattutto alla fluidodinamica relativistica. In questo settore diede un importante contributo: infatti sviluppò l'idea di Landau-Lifschitz che consente di stabilire le equazioni fondamentali ed il tensore energetico nella dinamica relativistica di un fluido ideale (o di uno viscoso) entrambi conduttori di calore. 
Fu membro dell'Accademia Peloritana dei Pericolanti.
Scrisse anche un volume di Fisica matematica. 